# Lierne Nemzeti Park
A Lierne Nemzeti Park (déli számi nyelven: Lijre) Norvégiában, Nord-Trøndelag megye, ezen belül Lierne község területén, a Skandináv-hegység magashegyi fjell-vidékén, a svéd határ mentén terül el 333 km² területen. 2004. december 17-én nyitották meg, együtt a tőle nyugatra elhelyezkedő Blåfjella-Skjækerfjella Nemzeti Parkkal.
A park a svéd védett területekkel együtt egy nagy, emberi beavatkozástól csaknem mentes vidéket képez, amelynek különösen az alpesi állatvilága figyelemre méltó.

## Földrajza
A park az Északi-tenger és a Balti-tenger közötti vízválasztón, viszonylag sík területen fekszik. A tájképet geológiailag morénák, ózok és löszképződmények jellemzik, amelyek a negyedidőszakban, a 10 000 évvel ezelőtt befejeződött legutóbbi jégkorszak alatt és azt követően keletkeztek.  A legmagasabb hegy a Hestkjøltoppen 1390 méteres magassággal. 

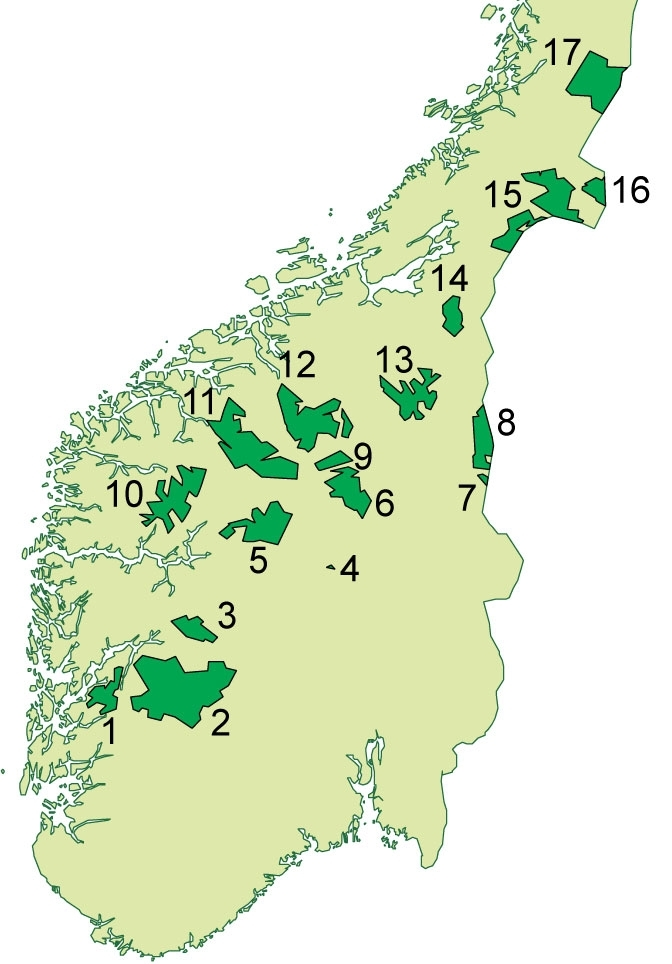
Dél-Norvégia nemzeti parkjai. A Lierne a 16. számú

## Növényzet és állatvilág
A sziklás talaj és az alpesi klíma miatt a növényzet szegényes.A kisebb vizes élőhelyeken fűz és hegyi nyír – Betula pubescens ssp. czerepanovii (korábban: tortuosa) – tengődik.
A park nagyobb emlős állatai a sarki róka, az eurázsiai hiúz, a rozsomák, és a barna medve.
A madárvilágot a vízimadarak uralják, mint a gólyatöcs, a récefélék, vékonycsőrű víztaposó, a havasi partfutó, a havasi lile, illetve a ragadozók közül a nyílfarkú halfarkas, és a szirti sas. A park vizeiben gazdag halállomány él, főleg pisztráng ezért kedvelt horgászterület is.

## Kulturális örökség
A park területén óskandináv településnyomokat találtak, köztük egy vasolvasztót a 6. századból. Megtalálták a számik településeinek későbbi nyomait is.

## Turizmus
A terület kevéssé alkalmas egyéni túrázásra a kijelölt útvonalak hiánya és a terepviszonyok miatt. A norvég hegyi igazgatási szervezet azért fenntart néhány menedékházat.
A park közelében húzódik a 74-es és a 765-ös számú norvég országos közút.

## Fordítás
- Ez a szócikk részben vagy egészben a Lierne nasjonalpark című norvég Wikipédia-szócikk ezen változatának fordításán alapul.  Az eredeti cikk szerkesztőit annak laptörténete sorolja fel. Ez a jelzés csupán a megfogalmazás eredetét és a szerzői jogokat jelzi, nem szolgál a cikkben szereplő információk forrásmegjelöléseként.